# Richard Beebe
Pour les articles homonymes, voir Beebe (homonymie).
Richard Beebe est un animateur de radio et acteur américain né le 5 décembre 1929 à Pasadena en Californie et décédé le 29 août 1998 à Los Angeles,. Il est diffusé pendant cinq décennies à Los Angeles et remporte deux Golden Mic Awards. Initialement journaliste sur KRLA 1110, il fonde la troupe humoristique The Credibility Gap,,,. Son expérience et son esprit sont la clé de voûte de la plupart des versions du groupe. Il devient le lien entre les membres originaux et les membres plus célèbres qui rejoignent ultérieurement la troupe comme Harry Shearer, David Lander et Michael McKean, tous beaucoup plus jeunes que lui. Il quitte le Credibility Gap en 1975. Certaines de leurs premières œuvres peuvent être entendues au Paley Center for Media à Los Angeles et à New York.
Il prête sa voix à Dewey Phillips dans le documentaire Pop Chronicles. Il retourne sur KRLA 1110 en 1991. Il décède d'un cancer du poumon en 1998.